# Наньпяо
Наньпя́о (кит. упр. 南票, пиньинь Nánpiào, буквально: «южные шахты») — район городского подчинения городского округа Хулудао провинции Ляонин (КНР).

## История
Когда в начале XX века в районе Чаояна были обнаружены залежи каменного угля, то район разработок к северу от Чаояна получил название «северные шахты» («Бэйпяо»), район к югу от Чаояна — «южные шахты» («Наньпяо»).
В 1962 году здесь был образован посёлок Наньпяо (南票镇) уезда Цзиньси. В 1972 году он был преобразован в Горнодобывающий район Наньпяо (南票工矿区) города Цзиньчжоу, однако в 1976 году вновь вернулся под юрисдикцию уезда Цзиньси, опять став посёлком.
В 1982 году Цзиньси получил статус городского уезда, и на основе посёлка Наньпяо с прилегающими территориями был образован район Наньпяо в его составе. В 1989 году был образован городской округ Цзиньси (в 1994 году переименованный в Хулудао); при этом городской уезд Цзиньси был расформирован, и район Наньпяо стал подчиняться непосредственно властям городского округа.

## Административное деление
Район Наньпяо делится на 7 уличных комитетов, 2 посёлка и 2 волости.

## Соседние административные единицы
Район Наньпяо граничит со следующими административными единицами:
- Район Ляньшань (на юго-востоке)
- Городской округ Чаоян (на северо-западе)
- Городской округ Цзиньчжоу (на северо-востоке)